# Nieuwlande
Nieuwlande je malá holandská protestantská vesnice. Celá vesnice chránila a ukrývala za druhé světové války Židy.
K 1. lednu 2004 měla 1250 obyvatel. Tato vesnice leží v holandské oblasti Drenthe. Vesnice se proslavila ukrýváním židovských uprchlíků v letech 1942 – 1943 během holokaustu.
Obyvatelé vesnice se rozhodli, že každá rodina u sebe bude ukrývat židovskou rodinu nebo alespoň jednoho Žida. Protože to byla společná aktivita všech obyvatel vesnice, bylo to zároveň celkem bezpečné, neboť se tím eliminovala možnost prozrazení. Proto zde neměli strach z žádného udavačství. Po válce obdrželo všech 117 obyvatel obce titul Spravedlivý mezi národy.
Arnold Douwes, syn místního pastora neměl nikdy nic společného se Židy, ale jakmile se dozvěděl o zavedení nejrůznějších antisemitských nařízení, okamžitě se celou svou bytostí vrhl na organizování pomoci Židům spolu s celou vesnicí. Navíc obyvatelé poskytovali uprchlíkům jídlo, peníze a nové doklady.